# Campoplex adustus
Campoplex adustus là một loài tò vò trong họ Ichneumonidae.